# Xestia bajoides
Xestia bajoides là một loài bướm đêm trong họ Noctuidae.